# وريد سدادي
الوريد السدادي يبدأ في الجزء العلوي للمنطقة المقربة في فخذ، ثم يدخل إلى الحوض عبر الجزء العلوي للثقبة السدادية، الموجودة في نفق المسدة.
يقوم الوريد بالعبور للخلف والأعلى على الجدار الوحشي للحوض، أسفل الشريان السدادي، ويعبر بين الحالب والشريان الخثلي، لينتهي في الوريد الخثلي.
يملك الوريد فرع أمامي وفرع خلفي ويشبه بذلك الشريان السدادي.

## صور إضافية

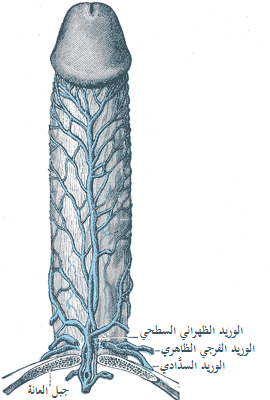
أوردة القضيب.
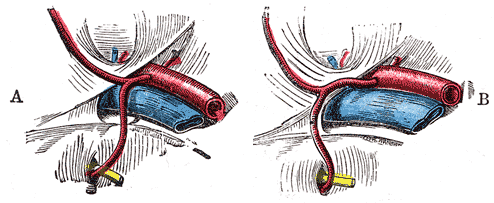
الاختلافات في منشأ ومسار الشريان السدادي.
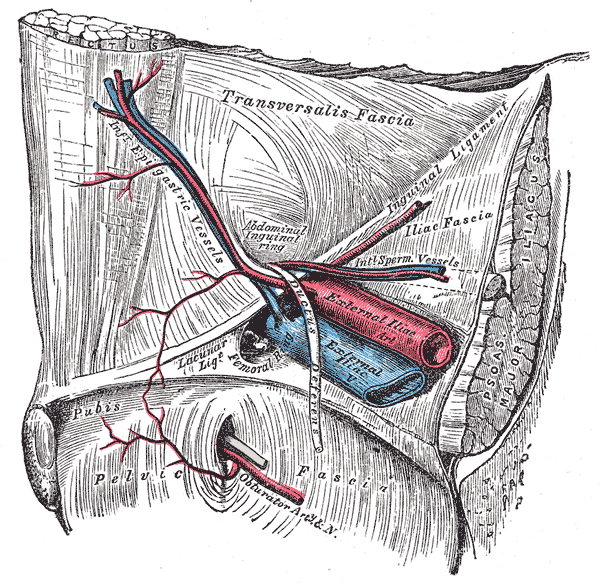
العلاقة بين الحلقة الفخذية والحلقة الأربية البطنية (مشاهدة من داخل البطن). الجهة اليمنى.